# فينوم: الرقصة الأخيرة
فينوم: الرقصة الأخيرة (بالإنجليزية: Venom: The Last Dance) هو فيلم بطل خارق أمريكي صدر عام 2024 من تأليف وإخراج كيلي مارسيل، ويضم شخصية فينوم من مارفل كوميكس. وهو تكملة لفيلم فينوم: فليكن هناك كارنيج (2021)، وهو الفيلم الخامس في عالم سبايدرمان (SSU) من سوني والثالث في ثلاثية فينوم. الفيلم من بطولة توم هاردي بدور إيدي بروك وفينوم، إلى جانب شيواتال إيجيوفور وجونو تيمبل وريس إيفانز وستيفن جراهام وبيغي لو وألانا أوباش في أدوار داعمة. في الفيلم، يهرب إيدي وفينوم من عالميهما.
كشف هاردي في أغسطس 2018 أنه تم التعاقد معه للظهور في فيلم فينوم الثالث، وبدأت سوني بيكتشرز التطوير بحلول ديسمبر 2021 بعد إصدار الفيلم الثاني. كان مارسيل وهاردي يكتبان السيناريو بحلول يونيو 2022، وكان من المقرر أن تقوم مارسيل بأول تجربة إخراجية لها في الفيلم في أكتوبر من ذلك العام. انضم أعضاء جدد من فريق التمثيل، بمن فيهم إيجيوفور وتمبل، في منتصف عام 2023 وبدأ التصوير في نهاية يونيو 2023 في إسبانيا. توقف الإنتاج في الشهر التالي بسبب إضراب نقابة ممثلي الشاشة (SAG-AFTRA) لعام 2023، واستؤنف في نوفمبر من نفس العام بعد انتهاء الإضراب. اكتمل الفيلم بنهاية فبراير 2024 وكُشف عن عنوانه بعد شهر.
عُرض فيلم فينوم: الرقصة الأخيرة لأول مرة في مسرح ساحة ريجال تايمز بمدينة نيويورك في 21 أكتوبر 2024، وطُرح في الولايات المتحدة في 25 أكتوبر. تلقى الفيلم آراءً متباينة من النقاد، حيث استهدف النقد سيناريو الفيلم، بينما أشاد بأداء هاردي ومشاهد الحركة والمؤثرات البصرية. على الرغم من كونه الفيلم الأقل ربحًا في الثلاثية، إلا أنه حقق نجاحًا كبيرًا في شباك التذاكر، حيث حقق 478.9 مليون دولار عالميًا.

## القصة
بعد أن نُقلا إلى الأرض-616 بفعل تعويذة دكتور سترينج، ثمل إيدي بروك وسيمبيوت فينوم في حانة بالمكسيك. وبينما يُطلعهما النادل على ثانوس وأحجار اللانهاية، يُجبران على العودة إلى عالمهما الأصلي على الأرض-688، إلى الحانة نفسها لا يزالان هاربين بعد معركتهما الأخيرة مع كارنيج، وتصدّرت جريمة قتل باتريك موليجان عناوين الصحف العالمية، حيث عُيّن إيدي المشتبه به الرئيسي، مما أجبره على الانطلاق إلى مدينة نيويورك ومحاولة تبرئة اسمه، لكن دون علمهما، تركا قطعة من فينوم في الحانة.
دون علم أيٍّ منهما، بدأ مخلوق يُعرف باسم زينوفاج بتعقب إيدي وفينوم. تلفت الأحداث الأخيرة انتباه ريكس ستريكلاند، الجندي المشرف على "إمبيريوم"، وهي عملية حكومية في موقع المنطقة 51 التي ستُغلق قريبًا، بهدف أسر ودراسة السيمبيوتات الأخرى التي سقطت على الأرض. يُقبض على موليجان، الذي نجا من مواجهته مع كارنيج، بعد أن تركه سيمبيوت آخر ليموت، بعد أن أفلت من جنود ستريكلاند. يرتبط بأحد السيمبيوتات العديدة المحتجزة، ويستجوبه باحثا "إمبيريوم" الدكتورة تيدي باين وسادي "كريستماس" لمعرفة دور السيمبيوتات على الأرض قبل أن يُؤمر ستريكلاند بإسقاط فينوم.
أثناء تعلقهما بجانب طائرة متجهة إلى مدينة نيويورك، يتعرض إيدي وفينوم لهجوم من قِبَل الزينوفاج الذي يتعقبهما، ويُجبران على الهبوط في صحراء نيفادا. يشرح فينوم لإيدي أن نول، صانع السيمبيوت، أطلق الزينوفاج إلى الكون لاستعادة مخطوطة، تُصنع عندما يُعيد السيمبيوت إحياء مضيفه. هذا يُحرر نول من السجن الذي حبسه فيه السيمبيوت منذ زمن بعيد. ولأن فينوم أعاد إحياء إيدي من قبل، فهم الآن يحملون مخطوطة، تتبعها الزينوفاج إلى الأرض. بعد أن نصب ستريكلاند وفريقه كمينًا لإيدي وهو ينجو بصعوبة منهم ومن الزينوفاج، يلتقي إيدي بمارتن مون وعائلته من الهيبيين الرحالة وعشاق الكائنات الفضائية الذين يعرضون عليه رحلة مجانية إلى لاس فيغاس في طريقهم إلى المنطقة 51. في هذه الأثناء، يُبلغ سيمبيوت موليجان الجديد ستريكلاند بنوايا نول تجاه المخطوطة، والتي لا يمكن تدميرها إلا بموت إيدي أو فينوم. عند وصولهما إلى لاس فيغاس، التقى إيدي وفينوم بالسيدة تشين في كازينو، وشاركها فينوم رقصة قبل أن يهاجمه الزينوفاج مجددًا. وصل فريق ستريكلاند، وفصل فينوم عن إيدي، واصطحبهما إلى المنطقة 51 حيث التقى إيدي بموليجان. حررت سادي فينوم، الذي عاد إلى علاقته بإيدي بعد أن أطلق عليه ستريكلاند النار. جذب هذا الزينوفاج إلى القاعدة، وقُتل موليجان في المعركة. أطلق فينوم سراح بقية السيمبيوتات المحبوسة، والتي ارتبطت بسادي ومضيفين آخرين لمحاربة الزينوفاج، الذي أشار إلى نول بالعثور على المخطوطة. أرسل نول المزيد من الزينوفاج عبر بوابات إلى الأرض، مما أدى إلى سحق السيمبيوتات. أدرك فينوم أنه يجب عليه التضحية بنفسه لتدمير المخطوطة وإنقاذ الكون، فاندمج مع الزينوفاج، وقادهم إلى خزانات حمضية، وودع إيدي قبل أن يطرده بينما أطلق ستريكلاند المصاب بجروح قاتلة قنابله اليدوية لتدميرهم. ارتبط تيدي بسيمبيوت لإنقاذ سادي من الانفجار بينما سقط إيدي فاقدًا للوعي بينما تحترق القاعدة.
استيقظ إيدي لاحقًا في المستشفى، حيث أبلغه مسؤول عسكري أن أفعاله مع فينوم في المنطقة 51 قد أدت إلى شطب اسمه، بشرط إبقاء الأحداث التي وقعت سرًا. عند وصوله إلى مدينة نيويورك، حدق إيدي في تمثال الحرية متذكرًا فينوم. في مشهد منتصف شارة النهاية، أعلن نول أن الكون لم يعد بمأمن منه بعد سقوط فينوم. في مشهد ما بعد شارة النهاية، يهرب نادل البار، الذي احتجزه ستريكلاند بعد وقت قصير من مغادرة إيدي إلى نيويورك، من بقايا المنطقة 51 المحترقة. وفي مكان قريب، يزحف صرصور أسود من بين الأنقاض بجوار قارورة مكسورة كانت تحتوي سابقًا على عينة من سمبيوت فينوم.

## الممثلون و الشخصيات
توم هاردي بدور إيدي بروك / فينوم: صحفي استقصائي ومضيف فينوم، وهو كائن فضائي وسمبيوت يمنحه قدرات خارقة.
شيواتال إيجيوفور بدور الجنرال ريكس ستريكلاند: قائد في إمبريوم يتعقب إيدي ويحاول القبض على فينوم.
جونو تيمبل بدور الدكتورة ثيودورا "تيدي" باين: عالمة في إمبريوم، تطاردها حادثة وفاة شقيقها بصاعقة رعدية فشُلت ذراعها اليسرى.
ريس إيفانز بدور مارتن مون: هيبي ومتحمس للكائنات الفضائية.
ستيفن غراهام بدور باتريك موليجان: محقق شرطة سابق أصيب بنوع من السمبيوت بعد مواجهته كارنيج، لكنه تُرك ليموت قبل أن يقبض عليه إمبريوم. يؤدي غراهام أيضًا صوت سيمبيوت أخضر مجهول الهوية يرتبط به موليغان.
بيغي لو بدور السيدة تشين: صاحبة متجر بقالة صادقت إيدي وفينوم.
كلارك باكو بدور سادي "كريسماس": باحثة في إمبريوم.
ألانا أوباش بدور نوفا مون: زوجة مارتن وزميلته الهيبية.
آندي سيركيس بدور نول: مبتكر السمبيوت، الذي يبحث عن مخطوطة إيدي وفينوم لتحرير نفسه.

## شباك التذاكر
حقق فيلم فينوم: الرقصة الأخيرة إيرادات بلغت 139.8 مليون دولار في الولايات المتحدة وكندا، و339.2 مليون دولار في مناطق أخرى، ليصل إجمالي إيراداته العالمية إلى 478.9 مليون دولار.
في الولايات المتحدة وكندا، عُرض فيلم فينوم: الرقصة الأخيرة بالتزامن مع فيلم المجمع المغلق، وكان من المتوقع أن يحقق حوالي 65 مليون دولار من 4125 دار عرض في عطلة نهاية الأسبوع الافتتاحية. حقق الفيلم 22 مليون دولار في يومه الأول، بما في ذلك 8.5 مليون دولار من عروض الخميس. حقق الفيلم 51 مليون دولار في أول يوم عرض له، محتلاً المركز الأول، ولكنه كان الأقل افتتاحية في السلسلة. عزا موقع ديدلاين هوليوود ضعف الأداء إلى استمرار بطولة يانكيز-دودجرز العالمية وإرهاق أفلام الأبطال الخارقين. ومع ذلك، فإن إيرادات الفيلم العالمية في شباك التذاكر ستساعد في تعويض ضعف أدائه في شباك التذاكر في أمريكا الشمالية.

## الاستقبال
على موقع تجميع المراجعات "روتن توميتوز"، 40% من 218 مراجعة نقدية إيجابية، بمتوسط تقييم 4.7/10. وجاء إجماع الموقع على النحو التالي: "يُضفي توم هاردي، الذي يُشاهد دائمًا، جاذبيةً كبيرةً على فيلم "فينوم: الرقصة الأخيرة"، لكن الفيلم ينهار تحت وطأة طموحاته الصوتية المعقدة". أما موقع ميتاكريتيك، الذي يستخدم المتوسط المرجح، فقد منح الفيلم درجة 41 من 100، بناءً على 47 ناقدًا، مما يشير إلى مراجعات "متباينة أو متوسطة". أما الجمهور الذي استطلعت آراءه سينما سكور، فقد منح الفيلم تقييمًا متوسطًا من "B-" على مقياس من A+ إلى F (وهو الأدنى في الثلاثية)، بينما منحه من استطلعت آراءهم بوست تراك تقييمًا إيجابيًا إجماليًا بنسبة 73%، حيث قال 55% إنهم "يوصون به بشدة".

## روابط خارجية
- فينوم: الرقصة الأخيرة على موقع IMDb (الإنجليزية)
- فينوم: الرقصة الأخيرة على موقع ميتاكريتيك (الإنجليزية)
- فينوم: الرقصة الأخيرة على موقع روتن توميتوز (الإنجليزية)
- فينوم: الرقصة الأخيرة على موقع قاعدة بيانات الأفلام العربية
- فينوم: الرقصة الأخيرة على موقع ألو سيني (الفرنسية)
- فينوم: الرقصة الأخيرة على موقع فيلمافينيتي (الإسبانية)
- فينوم: الرقصة الأخيرة على موقع قاعدة بيانات الأفلام السويدية (السويدية)
- فينوم: الرقصة الأخيرة على موقع قاعدة بيانات الفيلم (الإنجليزية)
- فينوم: الرقصة الأخيرة على موقع ليتربوكسد (الإنجليزية)
- فينوم: الرقصة الأخيرة على موقع كينوبويسك (الروسية)